# Odynerus kolensis
Odynerus kolensis är en stekelart som beskrevs av Giordani Soika. Odynerus kolensis ingår i släktet lergetingar, och familjen Eumenidae. Inga underarter finns listade i Catalogue of Life.